# 2012年全豪オープン
2012年 全豪オープン（2012ねんぜんごうオープン、Australian Open 2012）は、オーストラリア・メルボルンにある「メルボルン・パーク・ナショナルテニスセンター」にて、2012年1月16日から1月29日まで開催された。

## シニア

### 男子シングルス
ノバク・ジョコビッチ def.  ラファエル・ナダル, 5-7, 6-4, 6-2, 6-7(5), 7-5
- ジョコビッチは2年連続3度目の優勝。試合時間5時間53分は全豪最長記録であり、4大大会決勝最長記録である[1]。

### 女子シングルス
ビクトリア・アザレンカ def.  マリア・シャラポワ, 6–3, 6–0
- アザレンカは4大大会初優勝である。大会後のランキングで自己初の1位になった。

### 男子ダブルス
リーンダー・パエス /  ラデク・ステパネク def.  ボブ・ブライアン /  マイク・ブライアン, 7–6(1), 6–2

### 女子ダブルス
スベトラーナ・クズネツォワ /  ベラ・ズボナレワ def.  サラ・エラニ /  ロベルタ・ビンチ, 5–7, 6–4, 6–3

### 混合ダブルス
ベサニー・マテック＝サンズ /  ホリア・テカウ def.  エレーナ・ベスニナ /  リーンダー・パエス, 6–3, 5–7, [10–3]